# Sabin William Carr
Sabin William Carr (Estados Unidos, 4 de septiembre de 1904-12 de septiembre de 1983) fue un atleta estadounidense, especialista en la prueba de salto con pértiga en la que llegó a ser campeón olímpico en 1928.

## Carrera deportiva
En los JJ. OO. de Ámsterdam 1928 ganó la medalla de oro en el salto con pértiga, saltando por encima de 4.20 metros que fue récord olímpico, superando a sus compatriotas los también estadounidenses William Droegemueller y Charles McGinnis (bronce).